# (35779) 1999 JB18
1999 JB18 (asteroide 35779) é um asteroide da cintura principal. Possui uma excentricidade de 0.06500750 e uma inclinação de 6.17990º.
Este asteroide foi descoberto no dia 10 de maio de 1999 por LINEAR em Socorro.